# Halecium plumosum
Halecium plumosum is een hydroïdpoliep uit de familie Haleciidae. De poliep komt uit het geslacht Halecium. Halecium plumosum werd in 1868 voor het eerst wetenschappelijk beschreven door Hincks.

## Beschrijving
De kolonie bestaat uit losse hoofdstelen met korte zijtakken van bepaalde lengte. De hydrothecae is buisvormig en heeft een naar binnen gekeerde rand. Vaak zijn er meerdere rechtopstaande stengels bij elkaar geclusterd, wat wijst op rhizoïde groei of geaggregeerde vestiging.

## Verspreiding
Er zijn recente waarnemingen vanaf de oostkust van Rathlin Island, Co Antrim en vanaf de westkust van Schotland. Deze hydroïdpoliep wordt meestal aangetroffen in de circalittorale zone, in gebieden met gematigde getijdenstromen, vastgehecht aan gesteente, keien, schelpen en wrakken.